# Groupe santé lesbienne de Paris
Le groupe santé lesbienne de Paris ou GSL est un collectif communautaire actif de 1984 à 1998.

## Mission
Le groupe vise à améliorer la santé des lesbiennes via la diffusion de listes de soignantes lesbiennes et d'information médicale, l'organisation mensuelle de consultations médicales, la production d'enquêtes qualitatives et la mise en place de groupes de parole. Le GLS s'occupe notamment de santé reproductive, de lutte contre les violences et de prévention du cancer du sein. Le groupe consacre aussi beaucoup de temps à la recherche et à la diffusion d'information de prévention des IST dans le cadre de la sexualité lesbienne, qui est alors invisibilisée.
Le groupe santé lesbienne se situe à la croisée des mouvements féministes et homosexuels tout en s'occupant de leurs angles morts : en effet, pour le mouvement féministe d'alors, la santé des femmes se limite à la santé des femmes hétérosexuelles, tandis que le mouvement homosexuel est concentré sur l'urgence du VIH / sida. Le GSL est ainsi l'un des premiers à produire des ressources sur le safe sex lesbien.
Le groupe s'inscrit aussi dans la lutte contre la sérophobie affectant les lesbiennes séropositives, accusées par la commuauté d'être « toxicomanes ou bisexuelles ».
La portée de l'association, bien que basée à Paris, déborde sur les pays voisins de la France, puisque le groupe correspond avec des lectrices basées en Belgique, en Allemagne, en Angleterre et en Suisse.

## Pensée
Le GSL s'inscrit dans la tradition féministes des années 1970, en particulier les mouvements pour la liberté de l'avortement et de la contraception et les groupes de self-help et d'autogynécologie. Ce mouvement est une réaction à la violence médicale, en particulier la violence gynécologique, violence qui est notamment sexiste et lesbophobe et dont de nombreuses membres témoignent dans les publications du groupe,. Il s'agit aussi à ce qu'elles voient comme une vision hétérosexiste et masculine de la santé des femmes, centrée sur la capacité à effectuer le travail reproductif au détriment d'autres problématiques, telles que les règles douloureuses,. 
Le groupe santé lesbien développe une pratique critique de la médecine, où les lesbiennes peuvent gérer elles-mêmes leur santé et être en position de demander des explications face aux médecins ou de refuser des examens.
Pour le GSL, la santé lesbienne est forcément une pratique collective, où celles qui vont bien servent de soutien à celles qui sont malades ; cette vision signifie aussi qu'espaces militants, de rencontre et de sociabilité s'entremêlent, et que tous sont pensés comme une forme de self-care.
La méfiance envers la médecine implique aussi un investissement fort des médecines alternatives, notamment dans les équipes de consultation: médecine chinoise, homéopathie, acupuncture, massages, phytothérapie et ostéopathie. Le refus de la médecine traditionnelle peut aller très loin, avec des refus de traitement médicamenteux et de chimiothérapie. En parallèle, une attention forte est portée à la nourriture, systématiquement biologique et végétarienne lors des évènements du groupe.

## Histoire
Le groupe santé lesbienne émerge dans le milieu des années 1980 au sein du groupe culturel lesbien Saphonie,.
Elles font la promotion de l'écoute, l'horizontalité des savoirs et la solidarité. Le groupe collabore avec d'autres associations féministes, notamment le planning familial qui accueille les consultations ou la maison des femmes qui met à disposition boîte postale et salles de réunion, mais aussi des associations homosexuelles mixtes comme le CUARH ou AIDES avec qui elles organisent veille et diffusion sur le VIH / sida.
En avril 1986, le GSL envoie un questionnaire destiné aux lesbiennes à Lesbia Magazine qui leur permet d'identifier des difficultés aux consultations gynécologiques : le groupe met en place des consultations gynécologiques réservées aux lesbiennes au planning familial dès juin 1988. Toutefois, la fréquentation est faible, au point où ces consultations s'arrêtent en juin 1989. Cet arrêt marque une crise de l'association.
À partir de 1989, le GSL publie un bulletin, La Feuille de consult', qui publie jusqu'en 1993.
Au fur et à mesure de l'évolution de la pandémie de sida, le positionnement self-help du groupe s'infléchit pour incorporer plus de dialogue avec l'institution médicale, notamment sur la formation des médecins et l'évolution des pratiques.
En 1997, le groupe s'institutionnalise : il se transforme en association loi 1901, sollicite des parlementaires et réfléchit à obtenir des subventions publiques.

## Archives
Les archives du groupe santé lesbienne se trouvent aux archives recherches et cultures lesbiennes. 